# Chrysopa peruviana
Chrysopa peruviana är en insektsart som beskrevs av Navás 1925. Chrysopa peruviana ingår i släktet Chrysopa och familjen guldögonsländor. Inga underarter finns listade i Catalogue of Life.